# Juan Diego Botto
Pour les articles homonymes, voir Botto.
Juan Diego Botto Rota (né le 29 août 1975, Buenos Aires, Argentine) est un acteur et réalisateur hispano-argentin.

## Biographie
Juan Diego Botto est né le 29 août 1975 à Buenos Aires, en Argentine. Il est le fils de l'actrice argentine et professeur d'art dramatique Cristina Rota et de l'acteur argentin Diego Fernando Botto, disparu en 1977 lors de la campagne de terreur de la dictature argentine Videla. Le couple a également eu une fille aînée, l'actrice María Botto (1974).
En 1978, la famille s'exile en Espagne. Sa mère, remariée, donne naissance à une petite fille en 1979, l'actrice Nur Al Levi. Juan Diego Botto grandit en Espagne et obtient la double nationalité.

### Carrière
Il étudie l'art dramatique à l'école fondée par sa mère : le Centro de Nuevos Creadores à Madrid. Il déménage ensuite pour New York où il étudie sous la direction d'Uta Hagen.
Il joue son premier rôle au cinéma en 1983 à huit ans, dans le film Power Game de Fausto Canel. Pendant les années 1980, il joue de petits rôles dans divers films et c'est en 1990 qu'il obtient son premier rôle principal avec Felipe dans la série télévisée Zorro aux côtés de Duncan Regehr. En 1992, il joue dans 1492 : Christophe Colomb, une grosse production de Ridley Scott. C'est trois ans plus tard, avec Les Histoires du Kronen de Montxo Armendáriz qu'il obtient succès et popularité avec trois nominations aux Prix Goya.
Depuis lors sa carrière est lancée et il tourne dans divers films connus comme Martín (Hache) d'Adolfo Aristarain, Silencio roto de Montxo Armendáriz, Plenilunio d'Imanol Uribe, Asfalto de Daniel Calparsoro, Vete de mí de Víctor García León, Todo lo que tú quieras d'Achero Mañas, mais aussi dans des productions étrangères comme The Dancer Upstairs de John Malkovich, Les Oubliées de Juarez de Gregory Nava et La Femme de l'anarchiste de Marie Noëlle et Peter Sehr, ou El Greco, les ténèbres contre la lumière de Yánnis Smaragdís, pour lequel il obtient le Prix du meilleur acteur en 2008 lors du Festival international du film du Caire,,.
Dans sa carrière professionnelle, il a toujours combiné cinéma et théâtre. Il est le coordinateur du théâtre Sala Mirador.
En 2005, il réalise la pièce de théâtre El privilegio de ser perro qu'il a lui-même écrite. En décembre 2008, et après une tournée dans toute l'Espagne, il a fait sa première au Théâtre María Guerrero de Madrid dans la pièce Hamlet, dirigé et interprété par lui, aux côtés de José Coronado, Marta Etura et Nieve de Medina, entre autres. Il est également l'auteur de pièces de théâtre Despertares y celebraciones dirigée par Cristina Rota et La última noche de la peste dirigée par Víctor García León,,,.
En 2012, il écrit la pièce Un trozo invisible de este mundo. Le texte qui traite de l'immigration et de l'exil, mélange drame et humour avec engagement. Elle est dirigée par Sergio Peris-Mencheta. Juan Diego Botto obtient en 2014 les Prix Max des arts de la scène du Meilleur acteur et de la Meilleure révélation d'auteur pour ce travail, qui a également obtenu le Prix Max de la Meilleure Pièce de l'année,.
Au cinéma, il reçoit de nombreuses distinctions. Il a été nommé quatre fois aux Prix Goya pour sa participation aux films Historias del Kronen de Montxo Armendáriz (1995), Plenilunio d'Imanol Uribe (2000), Vete de mí de Víctor García León (2006) et Ismael de Marcelo Piñeyro (2013). Sa carrière au théâtre l'a également fait remporter un Fotogramas de Plata d'argent du meilleur acteur de théâtre en 2008 pour sa participation à Hamlet, ainsi que deux Prix Max et un Cosmopolitan Award,.
Juan Diego Botto a participé à plus de 40 productions cinématographiques. Parmi ces dernières se détachent Silencio en la nieve de Gerardo Herrero (2012), Hablar de Joaquín Oristrell (2015), Ismael de Marcelo Piñeyro (2013) et La ignorancia de la sangre de Manuel Gómez Pereira (2014),,,.
En 2016, il joue dans la série Good Behavior pour la chaîne nord-américaine TNT. Il y incarne Javier, un tueur à gages qui rencontre Letty (Michelle Dockery), une voleuse professionnelle. Sous leur travail froid et calculateur, les deux cachent une réalité familiale sombre et dure,.
En janvier 2017, il joue dans la série à suspense Pulsaciones sur la chaîne Antena 3. En 2018, la série Good Behavior est annulée en raison de mauvaises audiences à la fin de la saison 2. La même année, il tourne dans le court-métrage Una noche con Juan Diego Botto de Teresa Bellón et César F. Calvillo, court-métrage qui gagnera le premier prix (ou Premio Cortismo) au Festival du court-métrage de Corto Cortismo.
En 2021, il joue le rôle du Général Silvio Luna dans The Suicide Squad, dixième film de l'univers cinématographique DC. En septembre 2021, il gagne le Prix National de Théâtre (es) décerné par le Ministère de la Culture espagnol pour récompenser sa contribution à l'enrichissement du patrimoine culturel de l'Espagne.
En 2022 sort À contretemps (En los márgenes), son premier film en tant que réalisateur. Le film est sélectionné pour la Mostra de Venise 2022, catégorie « Orizzonti ».

### Vie privée
Juan Diego Botto vit à Madrid avec sa femme, l'écrivaine et journaliste Olga Rodríguez. Ils ont une fille.

## Filmographie

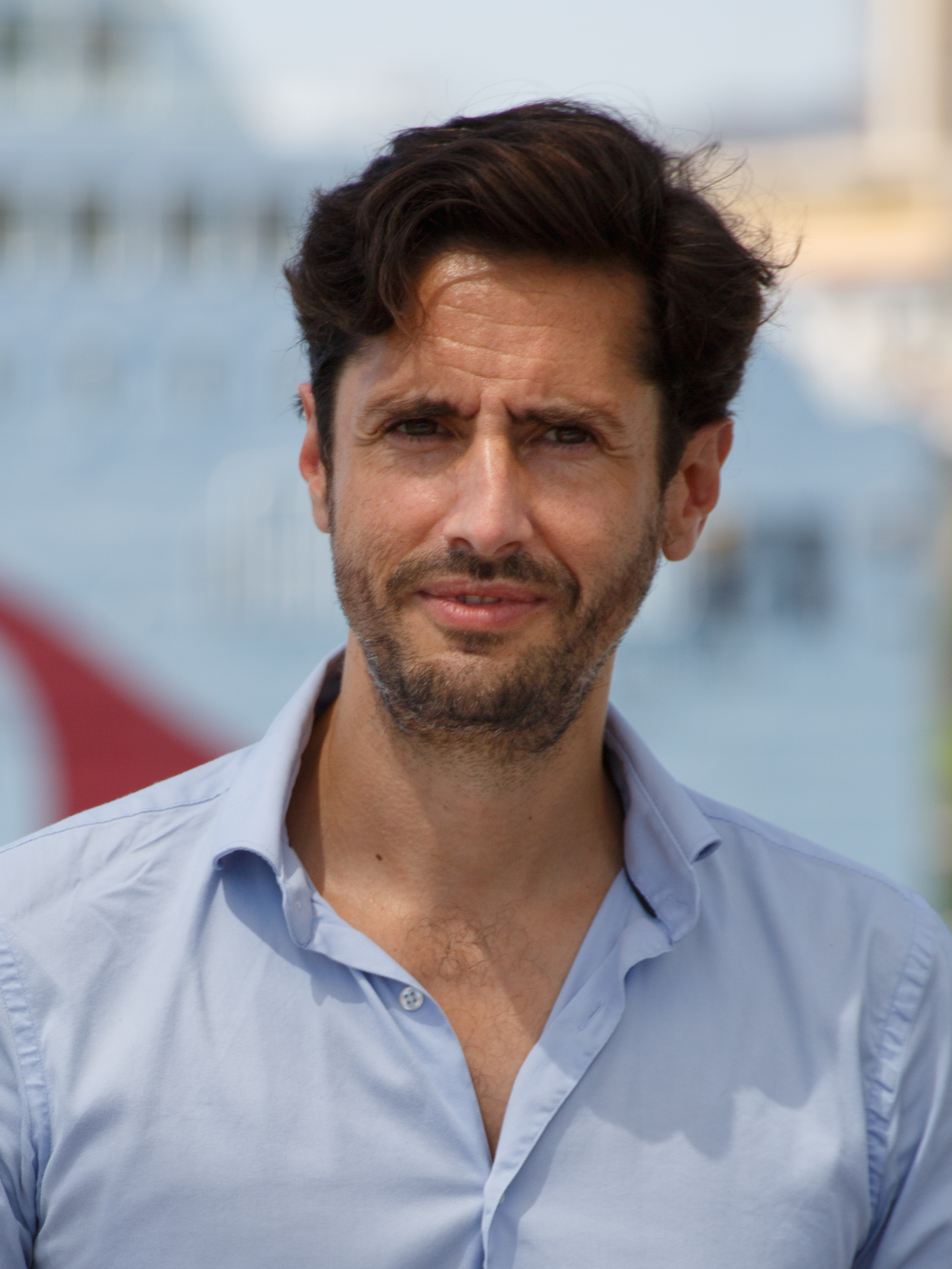
Juan Diego Botto en 2020.

### Cinéma

#### Longs métrages
- 1984 : Los motivos de Berta de José Luis Guerín : Un garçon
- 1986 : Teo el pelirrojo de Paco Lucio : Santiago
- 1986 : El río de oro de Jaime Chávarri : Miguel
- 1989 : Si te dicen que caí de Vicente Aranda : Sarnita
- 1990 : Ovejas negras de José María Carreño : Adolfo
- 1991 : Cómo ser mujer y no morir en el intento d'Ana Belén : Sergio
- 1992 : 1492 : Christophe Colomb (1492 : Conquest of Paradise) de Ridley Scott : Diego
- 1995 : Les Histoires du Kronen (Historias del Kronen) de Montxo Armendáriz : Carlos
- 1997 : Le Jeune Homme amoureux (En brazos de la mujer madura) de Manuel Lombardero : Andrés
- 1997 : Martín (Hache) d'Adolfo Aristarain : Hache
- 1999 : Raisons de vivre (Sobreviviré) d'Alfonso Albacete et David Menkes : Iñaqui
- 1999 : Ave María d'Eduardo Rossoff : Miguel
- 2002 : El caballero Don Quijote de Manuel Gutiérrez Aragón : Tosilos
- 2002 : Dancer Upstairs (The Dancer Upstairs) de John Malkovich : Sucre
- 2005 : Obaba, le village du lézard vert (Obaba) de Montxo Armendáriz : Miguel
- 2006 : Tous différents, tous égaux (Va a ser que nadie es perfecto) de Joaquín Oristrell : Un acteur
- 2007 : Les Oubliées de Juarez (Bordertown) de Gregory Nava : Marco Antonio Salamanca
- 2007 : El Greco, les ténèbres contre la lumière (El Greco) de Yánnis Smaragdís : Niño de Guevara
- 2008 : La Femme de l'anarchiste (The Anarchist's Wife) de Marie Noëlle et Peter Sehr : Justo
- 2010 : Todo lo que tú quieras d'Achero Mañas : Leo
- 2012 : Dieu aime le caviar (O Theos agapaei to kaviari) de Yánnis Smaragdís : Lefentarios
- 2012 : Silencio en la nieve de Gerardo Herrero : Arturo Andrade
- 2012 : Dictado d'Antonio Chavarrías : Daniel
- 2013 : Ismael de Marcelo Piñeyro : Luis
- 2014 : La ignorancia de la sangre de Manuel Gómez Pereira : Falcón
- 2015 : Hablar de Joaquín Oristrell : Un explorateur
- 2016 : Los comensales de Sergio Villanueva : Juan
- 2020 : Los europeos de Víctor García León : Antonio
- 2020 : Rocambola de Juanra Fernández : Saeta
- 2021 : The Suicide Squad de James Gunn : Silvio Luna, le dictateur
- 2022 : No mires a los ojos de Félix Viscarret : Sergio O'Kane
- 2022 : À contretemps (En los márgenes) de lui-même : Luis
- 2024 : La Chambre d'à côté (The Room Next Door) de Pedro Almodóvar : Martin
- 2025 : Los aitas de Borja Cobeaga : Juanma
- 2025 : Tras el verano de Yolanda Centeno : Raúl
- 2025 : Mi amiga Eva de Cesc Gay

### Télévision

#### Séries télévisées
- 1990 - 1993 : Les nouvelles aventures de Zorro (Zorro) : Felipe
- 2010 : ¿Qué fue de Jorge Sanz? : Lui-même
- 2016 - 2017 : Good Behavior : Javier
- 2016 - 2017 : Pulsaciones : Rodrigo Ugarte
- 2019 : Instinto : Pol
- 2020 : White Lines : Oriol Calafat
- 2022 : Tout le monde ment (Todos mienten) : Sergio
- 2022 : No me gusta conducir : Pablo Lopetegui

#### Téléfilms
- 2003 : Imperium: Augustus (en) par Roger Young : Iullus Antonius

### Doubleur
- 2009 : Assassin's Creed II : Léonard de Vinci[26] (voix)

### Réalisateur
- 2022 : À contretemps (En los márgenes)

## Distinctions

### Récompenses
- 2008 : Festival international du film du Caire : Prix du meilleur acteur pour son rôle dans El Greco, les ténèbres contre la lumière.
- 2008 : Fotogramas de Plata : Prix du meilleur acteur de théâtre pour son rôle dans la pièce Hamlet.
- 2014 : Prix Max des arts de la scène du Meilleur acteur pour son rôle dans Un trozo invisible de este mundo[27].
- 2014 : Prix Max des arts de la scène de la Meilleure révélation d'auteur pour son rôle dans Un trozo invisible de este mundo[27].
- 2017 : Premio Pau i Justícia : pour l'ensemble de sa carrière cinématographique dédiée à la défense des droits de l'homme[28].
- 2018 : 24e édition des Premios Ones Mediterrània : distinction le récompensant de son implication dans la défense des causes justes[29].
- 2021 : 8e cérémonie des prix Feroz : meilleur acteur dans un second rôle pour son rôle dans Los Europeos[30].
- 2021 : Prix National de Théâtre (es)[23]

### Nominations
- 1995 : Premios de la Unión de Actores : nomination pour le prix « Mejor intérpretación revelación » pour son rôle dans Historias del Kronen.
- 1996 : 10e cérémonie des Goyas : Nommé pour le prix du Meilleur espoir masculin pour son rôle dans Historias del Kronen.
- 2001 : nomination au Prix Goya du meilleur acteur pour son rôle dans Plenilunio.
- 2006 : Premios de la Unión de Actores : nomination pour le prix « Meilleur acteur dans un second rôle » pour son rôle dans Vete de mí.
- 2007 : nomination au Prix Goya du meilleur acteur dans un second rôle pour son rôle dans Vete de mí[31].
- 2009 : Premios de la Unión de Actores : nomination pour le prix « Meilleur acteur de théâtre » pour son rôle dans Hamlet[32].
- 2014 : 28e cérémonie des Goyas : Nommé pour le prix du Meilleur acteur dans un second rôle pour son rôle dans Ismael[33].

## Voix francophones
Juan Diego Botto est doublé par Alexandre Gillet dans Raisons de vivre, Denis Laustriat dans 1492 : Christophe Colomb, Adrien Antoine dans Good Behavior, Boris Rehlinger dans Dancer Upstairs, Bernard Gabay dans The Suicide Squad et Michelangelo Marchese dans Tout le monde ment.

## Publications
- (es) Juan Diego Botto, Invisibles. Voces de un trozo invisible de este mundo, Madrid, Espasa, coll. « Fuera de colección y one shot », avril 2013, 208 p. (ISBN 978-84-670-2461-6)